# Микки Дж. Мейер
Микки Джайн Мейер (англ. Mickey J Meyer, телугу మిక్కీ జె. మేయర్; род. 1982) — индийский композитор и певец, пишущий музыку для фильмов на языке телугу. Награждён двумя Filmfare Awards South и двумя Nandi Awards.

## Биография
Микки Мейер родился в 1982 году в Хайдарабаде в семье бизнесмена Лалита Джайна.
С раннего детства он обучался игре на фортепиано и скрипке, а также карнатическому пению, и пел газели на Всеиндийском радио.
Когда он был в 5 классе, его отец привёз из Сингапура синтезатор Casio, на котором Микки начал тренироваться, играя мелодии из фильмов Болливуда.
Услышав, как он играет, один из друзей семьи предложил родителям Микки отдать его обучаться музыке, и после пятого класса мальчик был принят в Trinity College London. Он окончил его в 2002 году, проучившись восемь лет.
После этого он в течение года помогал отцу в бизнесе и учился в St. Mary's College. Почувствовав, что не имеет интереса ни к семейному делу, ни к учёбе, он оставил колледж.
Решив сочинять музыку для фильмов на телугу он пошёл к продюсеру Таммаредди Бхарадваджа, который дал ему шанс показать себя в фильме Pothe Poni (2005).
Затем была работа в фильмах 10th Class и Notebook (оба 2006).
Он также показал свою демозапись режиссёру Шекхара Каммуле, который в то время начал работать над фильмом Godavari, и тот предложил Микки написать мелодии песен для его следующего проекта — «Счастливые дни» (2007).
Для него он также впервые написал фоновую музыку.
Саундтрек к фильму, как и сам фильм, имел большой успех, особенно песня «Arere Arere».
Работа Микки была отмечена сразу несколькими кинопремиями в категории «Лучший композитор»: Filmfare Awards South,
Nandi Awards
и CineMAA Awards.
Столь же успешным была следующая работа в фильме «Новый волшебный мир» (2008), также принёсшая ему премии Filmfare
и Nandi.
В следующие годы он неоднократно номинировался на Filmfare Awards за музыку к фильмам Leader (2010),
Life is Beautiful (2012)
и «Ветка жасмина у дома Ситы» (2013).
«Ветка жасмина…» и Chandamama Kathalu стали его единственным крупными проектами за последнее время.
Но в 2015 году он был приглашён сочинять музыку для Bramhotsavam, нового фильма супер-звезды Махеша Бабу.